# Stopnica
Stopnica est une localité polonaise, siège de la gmina de Stopnica, située dans le powiat de Busko en voïvodie de Sainte-Croix.